# Arquidiocese de San Antonio
A Arquidiocese de San Antonio (Archidiœcesis Sancti Antonii) é uma circunscrição eclesiástica da Igreja Católica situada em San Antonio, Texas, Estados Unidos. Seu atual arcebispo é Gustavo Garcia-Siller. Sua Sé é a Catedral de São Fernando.
Possui 144 paróquias servidas por 469 padres, contando com 2.315.988 habitantes, com 30,3% da população jurisdicionada batizada.

## História
A diocese de San Antonio foi eregida em 28 de agosto de 1874, recebendo o território da diocese de Galveston (atual arquidiocese de Galveston-Houston).
Em 3 de março de 1914 cede uma parte do seu território em vantagem da ereção da diocese de El Paso.
Em 3 de agosto de 1926 cede uma outra parte do seu território em vantagem da ereção da diocese de Amarillo e é elevada ao posto de arquidiocese metropolitana com a bula Pastoris aeterni do Papa Pio XI.
Em 15 de novembro de 1947, em 13 de abril de 1982 e em 3 de julho de 2000 cedeu várias partes do seu território em vantagem da ereção respectivamente das dioceses de Austin, de Victoria in Texas e de Laredo.

## Prelados
| #                        | Nome                               | Período    | Notas                                      |
| Arcebispos               | Arcebispos                         | Arcebispos | Arcebispos                                 |
| ------------------------ | ---------------------------------- | ---------- | ------------------------------------------ |
| 6º                       | Gustavo García-Siller, M.Sp.S.     | 2010-atual |                                            |
| 5º                       | José Horacio Gómez                 | 2004-2010  | Nomeado Arcebispo-coadjutor de Los Angeles |
| 4º                       | Patrick Fernández Flores           | 1979-2004  |                                            |
| 3º                       | Francis James Furey †              | 1969-1979  |                                            |
| 2º                       | Robert Emmet Lucey †               | 1941-1969  |                                            |
| 1º                       | Arthur Jerome Drossaerts †         | 1926-1940  |                                            |
| Bispo-auxiliar           |                                    |            |                                            |
|                          | Gary Wayne Janak                   | 2021-atual |                                            |
|                          | Michael Joseph Boulette            | 2017-atual |                                            |
|                          | Oscar Cantú                        | 2008-2013  | Nomeado Bispo de Las Cruces                |
|                          | Patrick James Zurek                | 1998-2008  | Nomeado Bispo de Amarillo                  |
|                          | Thomas Joseph Flanagan             | 1998-2005  |                                            |
|                          | John Walter Yanta                  | 1994-1997  | Nomeado Bispo de Amarillo                  |
|                          | Joseph Anthony Galante             | 1992-1994  | Nomeado Bispo de Beaumont                  |
|                          | Edmond Carmody                     | 1988-1992  | Nomeado Bispo de Tyler                     |
|                          | Bernard Ferdinand Popp             | 1983-1993  |                                            |
|                          | Charles Victor Grahmann            | 1981-1982  | Nomeado Bispo de Victoria no Texas         |
|                          | Ricardo Ramirez , CSB              | 1981-1982  | Nomeado Bispo de Las Cruces                |
|                          | Raymundo Joseph Peña               | 1976-1980  | Nomeado Bispo de El Paso                   |
|                          | Hugo Mark Gerbermann, MM           | 1975-1982  |                                            |
|                          | Patrick Fernández Flores           | 1970-1978  | Nomeado Bispo de El Paso                   |
|                          | Stephen Aloysius Leven             | 1955-1969  | Nomeado Bispo de San Angelo                |
| Bispos                   |                                    |            |                                            |
| 5º                       | Arthur Jerome Drossaerts †         | 1918-1926  |                                            |
| 4º                       | John William Shaw †                | 1911-1918  | Nomeado Arcebispo de Nova Orleães          |
| 3º                       | John Anthony Forest †              | 1895-1911  |                                            |
| 2º                       | John Claude Neraz †                | 1881-1894  |                                            |
| 1º                       | Anthony Dominic Ambrose Pellicer † | 1874-1880  |                                            |
| Bispo-coadjutor          |                                    |            |                                            |
|                          | John William Shaw                  | 1910-1911  |                                            |
| Administrador Apostólico |                                    |            |                                            |
|                          | Oscar Cantú                        | 2010       |                                            |